# Tour Sallière
La Tour Sallière (3.219 m s.l.m.) è una montagna delle Prealpi del Giffre nelle Prealpi di Savoia.

## Descrizione
Si trova in Svizzera (Canton Vallese) ed è collocata ad ovest del Lago di Salanfe.